# Теорема на Гаус
Теоремата на Гаус, на името на големия немски математик Карл Фридрих Гаус, представлява физическо приложение на Теоремата на Гаус-Остроградски. Тя свръзва потока на електричното или гравитационното поле през затворена повърхност, със сумата на зарядите, или съответно масите, които се намират в тази затворена повърхност. Може да бъде обобщена за всяко поле, обратно пропорционално на квадрата на разстоянието между взаимодействащите си обекти. Теоремата е едно от четирите уравнения, лежащи в основата на Електродинамиката.

## Интегрална форма
В интегралната си форма, теоремата на Гаус гласи, че потокът на електричното поле E, през затворена повърхност S, е равен на алгебричната сума на зарядите, разделена на диелектричната проницаемост.
{\displaystyle \oint \limits _{S}{\vec {E}}\cdot \mathrm {d} {\vec {S}}={\frac {1}{\varepsilon _{o}}}\sum \limits _{i=1}^{\infty }q_{i}={\frac {Q_{int}}{\varepsilon _{o}}}}
Където {\displaystyle Q_{int}} е общият заряд в затворената повърхност.

## Локална форма
Ако разглеждаме непрекъснато разпределение на заряди в определен обем V, то тогава можем да определим плътността на зарядите като:
{\displaystyle \rho ={\frac {Q_{int}}{V}}}
От тази формула следва, че елементарният заряд dq на безкрайно малък обем dV e равен на:
{\displaystyle dq=\rho \cdot dV}, от което следва, че целият заряд е равен на:
{\displaystyle Q_{int}=\int \limits _{V}\rho dV}, или:
{\displaystyle \oint \limits _{S}{\vec {E}}\cdot \mathrm {d} {\vec {S}}={\int \limits _{V}{\frac {\rho }{\varepsilon _{o}}}dV}}
Прилагайки Теоремата на Гаус-Остроградски, стигаме до локалната форма на закона:
{\displaystyle \nabla \cdot {\vec {E}}={\frac {\rho }{\varepsilon _{o}}}}

## Поле, създавано от безкрайна равнина
Теоремата на Гаус е мощен инструмент за изчисляване на големината на електричните полета, създавани от много големи, притежаващи определена симетрия, разпределения от заряди (които могат да се разглеждат като безкрайни).
Нека да изчислим електричното поле, създавано от безкрайна равнина, характеризираща се с площна плътност на зарядите σ (сивата равнина на картинката отляво). Първо, отбелязваме, че поради симетрията на равнината, линиите на електричното поле са перпендикулярни на равнината. Взимаме за повърхност на Гаус (затворената повърхност, върху която ще интегрираме) цилиндър, перпендикулярен на повърхността, чиято основа има площ {\displaystyle \Delta S}. Да разгледаме общия поток Φ на електричното поле през цилиндъра.
{\displaystyle \Phi =\oint \limits _{S}{\vec {E}}\cdot \mathrm {d} {\vec {S}}}
Общият поток през цилиндъра е равен на алгебричната сума на потоците през двете основи (съответно Φ1 и Φ2 за лявата и дясната основа) и стената на цилиндъра (Φ3):
{\displaystyle \Phi =\Phi _{1}+\Phi _{2}+\Phi _{3}}.
Φ3, потокът на електричното поле през стената на цилиндъра, е очевидно нулев, понеже стената е успоредна на линиите на полето. Потокът на през лявата стена е, очевидно, равен по големина на потока през дясната стена. Или:
{\displaystyle \Phi =2\Phi _{1}}.
{\displaystyle \Phi _{1}=\oint \limits _{S}{\vec {E}}\cdot \mathrm {d} {\vec {S}}}. Понеже интензитетът на полето е равен за всички точки от повърхността, по която интегрираме, можем да го извадим пред интеграла:
{\displaystyle \Phi _{1}={\vec {E}}\oint \limits _{S}\mathrm {d} {S}={\vec {E}}\cdot \Delta S\,\,\,\,(1)}
При постоянна повърхностна плътност σ:
{\displaystyle \Phi ={\int \limits _{V}{\frac {\rho }{\varepsilon _{o}}}dV}={\frac {\sigma }{\varepsilon _{o}}}{\int \limits _{S}dS}={\frac {\sigma }{\varepsilon _{o}}}\cdot \Delta S\,\,\,\,(2)}
Комбинирайки (1) и (2) се получава:
{\displaystyle {\frac {\sigma }{\varepsilon _{o}}}\cdot \Delta S=2E\cdot \Delta S}
или в крайна сметка:
{\displaystyle E={\frac {\sigma }{2\varepsilon _{o}}}}

## Фарадеев кафез
От теоремата на Гаус следва, че електричното поле във вътрешността на куха повърхност е нулево, понеже потокът на това поле е нулев, а той е пропорционален на алгебричната сума на зарядите във вътрешността на повърхността.